# Ceropegia fusca
Ceropegia fusca es una especie de planta suculenta perteneciente a la familia de las apocináceas.

## Descripción

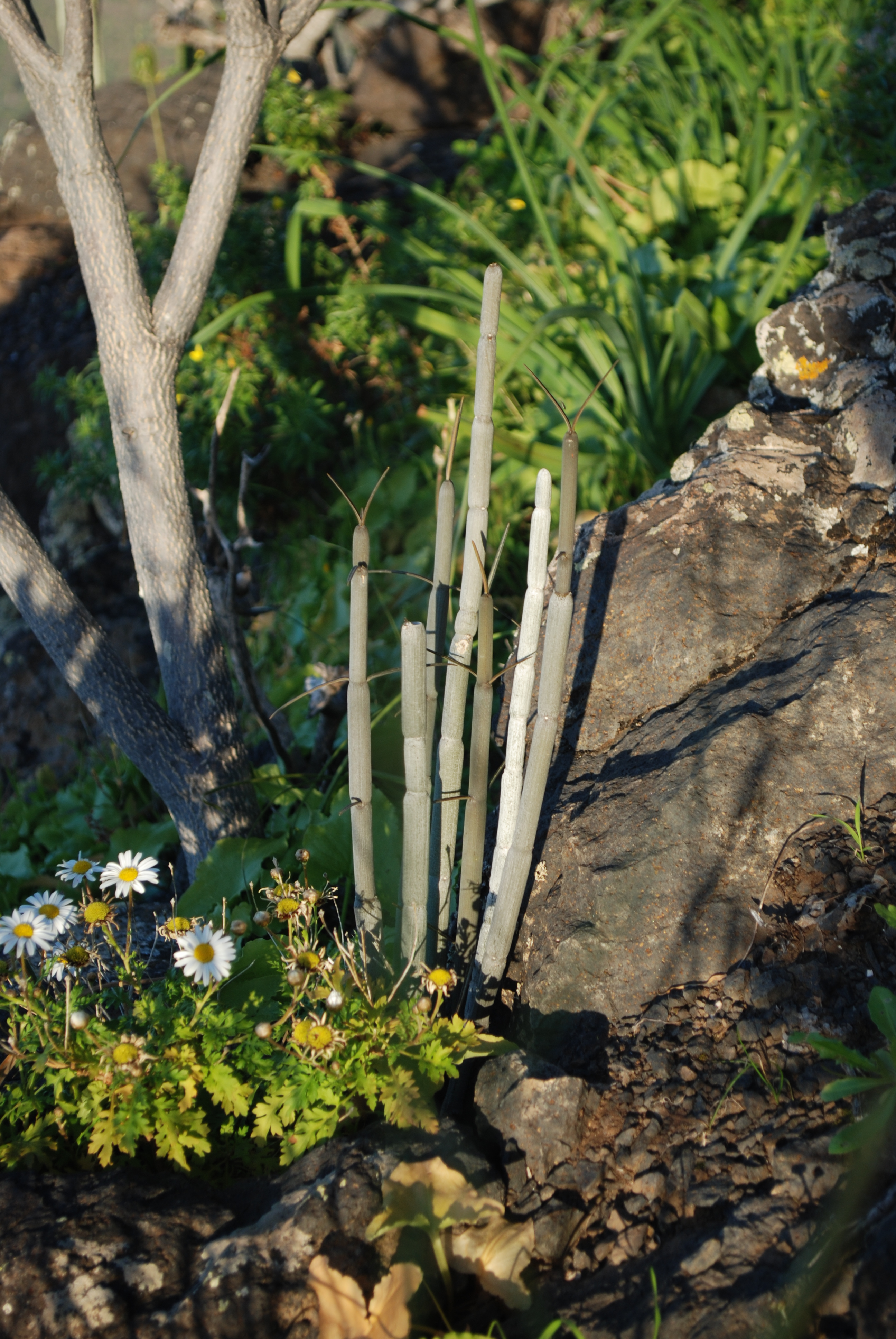
Cardoncillo (Ceropegia fusca)

Es una planta suculenta ramificada desde la base. Tallos carnosos articulados, al principio erectos pero tumbándose al crecer que pueden alcanzar más de un metro de largo. Los brotes verdes son de un color verde-anaranjado, los maduros exudan una cera blancuzca que los recubre y protege de la excesiva pérdida de agua.
Hojas lineares escasas que pierden en las épocas de sequía. Flores aisladas o reunidas en grupos en los nudos de las articulaciones superiores de color marrón rojizo a púrpura, tubulares, con aberturas en sus extremos.
Los frutos son cápsulas largas que surgen de dos en dos y contienen numerosas semillas marrones provistas de un penacho de pelos blancos (Vilano) que favorece su dispersión por el viento.

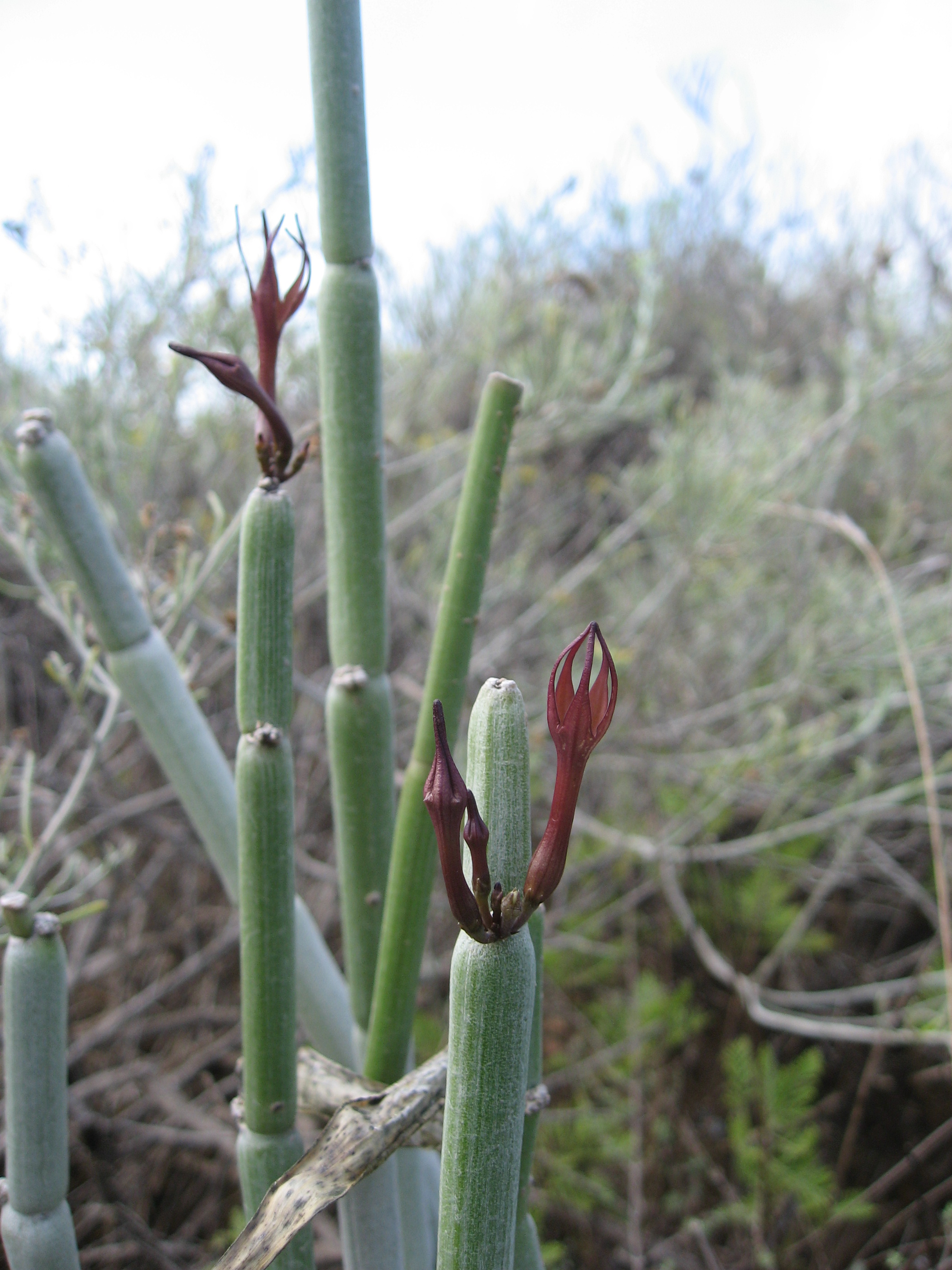
Ceropegia fusca en flor.

## Distribución y hábitat
Es un endemismo de Tenerife y Gran Canaria, en esta última más escasa. Bastante común en zonas de Tabaibal-Cardonal desde el nivel del mar hasta los 600 metros de altitud. También se encuentra en riscos y laderas del Macizo de Anaga.
Florece en la primavera-verano. Aunque después de las lluvias invernales florece algún ejemplar.

## Usos
Se utiliza como planta ornamental de jardines áridos o como planta de maceta. Esta planta requiere pocos cuidados, pero necesita calor y tierra de grano grueso y suelto.
Se propaga por semillas y trozos de tallos. Antes de plantar los gajos, conviene esperar una semana o menos hasta que la parte por donde se cortó se seque y cicatrice. Después enraízan con facilidad.

## Curiosidades
Hay especies de Ceropegia desde las islas Canarias en el Oeste pasando por África y Asia hasta Australia en el Este.

Todas las plantas son trepadoras o rastreras excepto las canarias que son arbustos, siendo una masa vertical de gruesos tallos.

El nombre de "mataperros" hace referencia a su gran toxicidad, frecuente en especies de la familia Asclepiadaceae. A pesar de ello se han empleado en medicina popular el zumo de los tallos para cicatrizar heridas externas.

En el norte de Tenerife y algunos puntos del Sur crece otra especie de cardoncillo (Ceropegia dichotoma) de flores amarillas que florece en otoño-invierno.

## Taxonomía
Ceropegia fusca fue descrita por Carl August Bolle y publicado en Bonplandia 9: 51. 1861.
 Nombre vernáculo:

Español:Cardoncillo. Mataperros.